# ディア・サバ
ディア・サバ（ヘブライ語: דיא סבע、1992年11月18日 - ）は、イスラエルのサッカー選手。イスラエル代表。ポジションはMFまたはFW。

## クラブ歴
マジド・アル＝クルムでイスラム教を信仰するアラブ系の家に生まれた。 
ベイタル・ネス・トゥブルクFCの下部組織から2011年夏にマッカビ・テルアビブFCに加入し選手初出場。しかし出番は少なく、翌年1月にハポエル・ベエルシェバFCに期限付き移籍。2013年にブネイ・サフニンFCに、同年夏にマッカビ・ペタク・チクヴァFCに移籍。
2014年にマッカビ・ネタニヤFCに移籍すると、4年でリーグ戦100試合44得点という結果を残した。
2018年9月17日に200万ユーロというクラブ史上有数の移籍金でハポエル・ベエルシェバに再加入。4年契約を締結し、年俸は160万ユーロ。
2019年1月末に広州富力足球倶楽部に完全移籍した。
2020年9月、アル・ナスルSCに移籍した。アブラハム合意によりアラブ首長国連邦でプレーする最初のイスラエル人となった。

## 代表歴
2018年3月24日に行われたルーマニア代表との親善試合でイスラエル代表初出場。同年10月14日に行われたUEFAネーションズリーグ2018-19のアルバニア代表戦で代表初得点を記録。

## 家族
いとこのアフメド・サバも元サッカー選手。